# 군림천하
《군림천하》(중국어 간체자: 君臨天下/九王夺位, 정체자: 君臨天下/九王奪位, 병음: Jūn lín tiān xià / Jiǔ wáng duó wèi 쥔린톈샤/저우왕둬웨이[*], 광둥어: gwan1 lam4 tin1 haa6 / gau2 wong4 dyut6 wai6 관람틴하 / 가우웡뒽와이, 영어: Secret Battle Of The Majesty 시크릿 배틀 오브 더 마제스티[*])는 1994년 홍콩 ATV에서 제작한 드라마로 청나라 강희제의 시대인 1706년(강희 45년)부터 시작하여 옹정제의 마지막 해인 1735년(옹정 13년)까지 다룬 역사 드라마이다. 감독은 소생 (故 蕭笙)이며 홍콩 방송명은 구왕탈위 (九王奪位)이며 군림천하는 출품명이다. 이 드라마는 옹정제의 나쁜 점을 부각시켜 그를 음험악랄하며 권력에 눈이 먼 사람으로 그려서 그가 아버지인 강희제를 목졸라 죽이고 황위에 오르는 과정을 그렸는데 이 드라마가 차용한 옹정제의 모습은 모두 야사에 묘사된 그의 모습이다.
《군림천하》는 상부와 하부로 나뉘는데 상부인 〈강희구자〉(康熙九子)는 옹정제의 황자 시절과 옹정제와 다른 황자들 간의 경쟁과 세력 형성을 다루고 있고 하부인 《혈천태화전》(중국어 간체자: 血溅太和殿, 정체자: 血濺太和殿, 병음: Xuè jiàn tài hé diàn 세젠타이허톈[*], 광둥어: hyut3 zin3 taai3 wo4 din6 휱찐타이워딘)은 옹정제의 강희제 시해와 옹정제의 황위 등극, 그리고 그의 죽음 등을 다루고 있다.
대한민국에서는 1997년 SBS에서 방영되었다.

## 등장인물
- 옹정제 윤진 (4황자) 역 - 강화
- 강희제 현엽 역 - 반지문
- 폐황태자 윤잉 (2황자)
- 14황자 윤정 → 윤제 역 - 견지강
- 대황자 윤시 역 - 황윤재
- 8황자 윤사 역 - 오정엽
- 9황자 윤당 역
- 10황자 윤아
- 13황자 윤상 역 - 나송화
- 3황자 윤지
- 덕비 오아씨
- 순치제 복림 (행치) 역 - 노돈
- 유친왕 복전
- 융과다 역 - 나열
- 연갱요 역 - 서금강
- 묘흔 역 - 채효의
- 서람
- 연취월
- 문각대사 역 - 탕진업
- 태감 위당 (위공공)
- 홍력 역 - 오명룡
- 묘삼
- 파한거륭 역 - 한의생
- 남여옥
- 목라천 역 - 위열
- 아시나

## 제작진
- 감독 監製 - 소생
- 연출 編導 - 이혜민.등연성.이한도.강명해.진신협.호명개.담우업.호국화.온위기
- 조연출 助導 - 유자부.장가명.등건문.주택신.양금발.구위성.잠가보.마굉량
- 제작,통솔 製作統籌 - 엽한강
- 극본심의 編審 - 유지화.여덕위
- 각본 編劇 - 유소군.임충방.이기화.문건휘.소빈화.구복경.종정량.유지화.하영년.막위건